# FUT2
 (mai 2021).
La mise en forme du texte ne suit pas les recommandations de Wikipédia : il faut le « wikifier ».
Les points d'amélioration suivants sont les cas les plus fréquents :
- Les titres sont pré-formatés par le logiciel. Ils ne sont ni en capitales, ni en gras.
- Le texte ne doit pas être écrit en capitales (les noms de famille non plus), ni en gras, ni en italique, ni en « petit »…
- Le gras n'est utilisé que pour surligner le titre de l'article dans l'introduction, une seule fois.
- L'italique est rarement utilisé : mots en langue étrangère, titres d'œuvres, noms de bateaux, etc.
- Les citations ne sont pas en italique mais en corps de texte normal. Elles sont entourées par des guillemets français : « et ».
- Les listes à puces sont à éviter, des paragraphes rédigés étant largement préférés. Les tableaux sont à réserver à la présentation de données structurées (résultats, etc.).
- Les appels de note de bas de page (petits chiffres en exposant, introduits par l'outil «  Source ») sont à placer entre la fin de phrase et le point final[comme ça].
- Les liens internes (vers d'autres articles de Wikipédia) sont à choisir avec parcimonie. Créez des liens vers des articles approfondissant le sujet. Les termes génériques sans rapport avec le sujet sont à éviter, ainsi que les répétitions de liens vers un même terme.
- Les liens externes sont à placer uniquement dans une section « Liens externes », à la fin de l'article. Ces liens sont à choisir avec parcimonie suivant les règles définies. Si un lien sert de source à l'article, son insertion dans le texte est à faire par les notes de bas de page.
- La présentation des références doit suivre les conventions bibliographiques. Il est recommandé d'utiliser les modèles {{Ouvrage}}, {{Chapitre}}, {{Article}}, {{Lien web}} et/ou {{Bibliographie}}. Le mode d'édition visuel peut mettre en forme automatiquement les références.
- Insérer une infobox (cadre d'informations à droite) n'est pas obligatoire pour parachever la mise en page.

Pour une aide détaillée, merci de consulter Aide:Wikification.
Si vous pensez que ces points ont été résolus, vous pouvez retirer ce bandeau et améliorer la mise en forme d'un autre article.
La galactoside 2-alpha-L-fucosyltransférase 2 ou, en abrégé fucosyltranférase 2 (FUT2) est une enzyme faisant partie de la famille des fucosyltransférases, comprenant FUT1; FUT2; FUT3; FUT4; FUT5; FUT6; FUT7; FUT8; FUT9; FUT10; FUT11. Une fucosyltransférase est une enzyme qui transfère une molécule de L-fucose d'un substrat donneur à un substrat accepteur, réaction appelée fucosylation. 
Chez l'humain, le gène qui code la FUT2 se situe sur le chromosome 19 qui est présent en deux exemplaires, l'un d'origine maternelle et l'autre paternelle. Alors qu'une mutation sur un seul exemplaire du gène n'entraîne pratiquement aucune conséquence, une mutation présente sur les 2 allèles est responsable d'un statut appelé non-sécréteur.

## FUT2 non-sécréteur
Environ 20% des Caucasiens sont non-sécréteurs de cette enzyme en raison des mutations non-sens G428A (rs601338) et C571T (rs492602?) au sein des exemplaires maternels et paternels du gène FUT2. 
Ces personnes possédant un déficit en fucosylation bénéficient d'une protection plus forte mais non absolue contre les norovirus qui sont responsables de fréquentes épidémies de gastro-entérites virales parmi la population. 
Par contre, cet état entraîne notamment un déficit en fucosyllactose dans le lait maternel et une altération de la qualité des mucus. Ces personnes sont plus sensibles aux dysbioses du microbiote intestinal, accompagnées d'altérations du système immunitaire et de la qualité de la barrière intestinale, le tout pouvant aggraver ou déclencher des maladies inflammatoires chroniques de l'intestin. 

## Groupes sanguins
La FUT2 est une enzyme qui joue un rôle important dans l’expression d'antigènes de la famille des groupes sanguins tissulaires, spécifiquement l'antigène Lewis b. 
Une mutation du gène de la FUT2 affecte notamment le statut de sécréteur des antigènes ABO tissulaires.

## Épidémies à norovirus
Les norovirus sont la cause la plus courante de gastro-entérite et de diarrhée dans les pays développés, affectant toutes les tranches d’âge. La majorité des épidémies à Norovirus est souvent due à Norovirus GII.4. Des études ont démontré que les personnes qui possédaient une mutation sur les 2 allèles du gène codant l’alpha-1,2-fucosyltransférase (FUT2) sont moins susceptibles de contracter une gastro-entérite à norovirus. L’enzyme FUT2 participe à la synthèse des antigènes A,B et H présents à la surface des cellules épithéliales. Il a été démontré que le Norovirus utilise ces antigènes situés à la surface des entérocytes afin d'envahir ces cellules et de causer une gastro-entérite. Les personnes n’exprimant pas le gène codant la FUT2 n’expriment pas à la surface des cellules l’antigène nécessaire à la fixation du virus sur celles-ci. 
Par conséquent, le statut de non-sécréteur FUT2 offre donc une forme de résistance aux infections à norovirus,.

## Fucosyllactose
Le 2'-fucosyllactose (2'-FL) est une molécule résultant de l'adjonction par la FUT2 d'un groupe fucose sur une molécule de lactose Galactose + Glucose).
D'une part, il permet de supplémenter les enfants non-allaités, ou dont la mère allaitante fait partie des 20% de FUT2 non-sécréteur. 
D'autre part, chez les individus FUT2 non-sécréteurs, il participe à la restauration d'un microbiote équilibré et d'un système immunitaire plus compétent.
En améliorant la qualité des mucus protecteurs, il est utile en cas de maladie inflammatoire chronique de l'intestin (MICI).

### Lait maternel
Le 2’-FL appartient à la classe des HMO (Human Milk Oligosaccharide en anglais), dont il représente environ 25% dans le lait maternel humain.
Le 2’-FL est un tri-saccharide qui, bien que dérivé du lactose, n’est cependant pas digestible par les enzymes de l’individu au niveau de son intestin grêle. Après un transit par l’estomac et l’intestin grêle, une grande partie du 2’-FL est retrouvée intacte dans le côlon où il constitue une fibre prébiotique métabolisée par les bactéries.
Ce 2’-FL, tout comme la classe des HMO, soutient ainsi le développement d’un microbiote intestinal équilibré (eubiotique), ainsi que d’un système immunitaire performant. 
Le 2'-FL est malheureusement absent chez les 20% de femmes qui possèdent sur leurs chromosomes 19 les 2 exemplaires mutés du gène FUT2.

### Complément alimentaire
Ce 2’-FL, qui peut être produit industriellement par bio-fermentation, a été approuvé en tant que Novell Food (en français, Nouveaux Aliments) pour une utilisation dans les compléments alimentaires et les laits infantiles. En Europe, le 2’-FL est le tout premier oligosaccharide du lait maternel humain à avoir reçu l’autorisation comme complément nutritionnel.
Pour les enfants de moins d'un an, le 2'-fucosyllactose n'est pour l'instant autorisé que dans les préparations pour nourrissons et préparations de suite (i.e. laits 1er âge et 2ème âge), au dosage maximal de 1,2 g/l dans le produit final prêt à l’emploi, commercialisé tel quel ou reconstitué selon les indications du fabricant. Cependant les laits infantiles contenant du 2'-fucosyllactose sont encore très rares.
Chez l’enfant en bas âge (un à trois ans), une posologie de 0,5 à 1 gr/j permet aux enfants non allaités, ou dont la mère est FUT2 non-sécréteur, de profiter des bienfaits de l’oligosaccharide majoritaire du lait maternel humain (ex : Prébiolife Enfant).
À partir de 4 ans la posologie adulte peut être adoptée. On trouve la poudre en vrac, avec une posologie pour les plus de 4 ans de 1 à 3 gr par jour (ex : Prébiolife Adulte).
Une supplémentation orale de 1 à 3 gr/j d'une forme en vrac de 2’-FL pourrait ainsi être envisagée lors de la prise en charge de diverses inflammations intestinales.
Outre ces formes en vrac, pour soutenir efficacement l’intégrité des muqueuses intestinales 250 mg de 2’-FL peuvent être associés, dans une gélule, à 100 mg de L-thréonine, acide aminé essentiel qui constitue une brique de construction indispensable pour la production du mucus et qui est également un site de glycosylation important. La posologie habituelle étant de 1 à 4 gélules par jour (ex : Fucodyn).
Parfois, des probiotiques (particulièrement si les souches sont d'origine humaine et sont résistantes à l'acide gastrique et aux sels biliaires), ainsi que des vitamines A et D y sont également associés (ex : Bactiol HMO Fucose).